# Cantonul Lormont
Cantonul Lormont este un canton din arondismentul Bordeaux, departamentul Gironde, regiunea Aquitania, Franța.

## Comune
- Ambès
- Bassens
- Lormont (reședință)
- Saint-Louis-de-Montferrand